# Première présidence de François Mitterrand
Pour un article plus général, voir Présidence de François Mitterrand.
 (janvier 2021).
 (janvier 2021).
Si vous disposez d'ouvrages ou d'articles de référence ou si vous connaissez des sites web de qualité traitant du thème abordé ici, merci de compléter l'article en donnant les références utiles à sa vérifiabilité et en les liant à la section « Notes et références ».

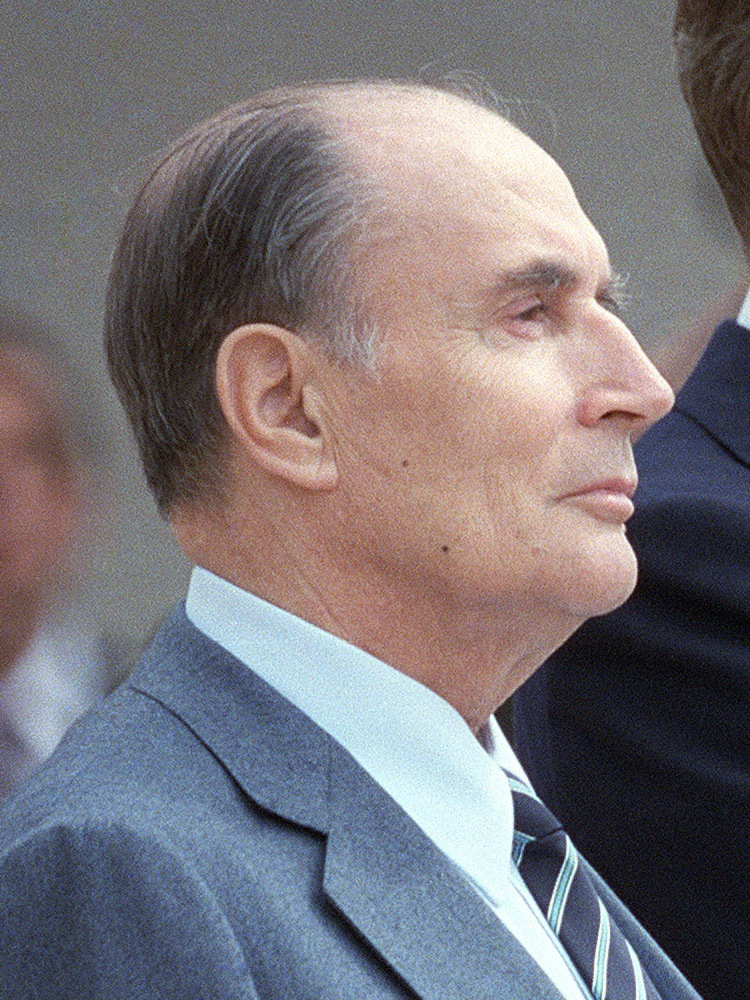
Le président François Mitterrand en 1984.

La première présidence de François Mitterrand dure du 21 mai 1981 au 21 mai 1988.
Le 10 mai 1981, François Mitterrand, candidat du Parti socialiste, est élu président de la République à la suite de l'Élection présidentielle française de 1981 . Après un premier tour où il est deuxième (25,85 %) contre Valéry Giscard d'Estaing (28,32 %). Il bat le président sortant (51,76 % / 48,24 %)
 et devient le premier président de gauche de la Ve République.
Le 21 mai 1981, le septennat du nouveau président s'ouvre par une cérémonie au Panthéon durant laquelle François Mitterrand rend hommage, par un dépôt de roses rouges à Jean Jaurès, Jean Moulin et Victor Schœlcher. Il nomme par la suite son premier gouvernement, dirigé par Pierre Mauroy.
Le lendemain, il dissout l'Assemblée nationale. Les élections qui suivent, les 14 et 21 juin 1981, lui donnent la majorité absolue au Parlement. Un deuxième gouvernement de Pierre Mauroy fait entrer quatre ministres communistes. Le quotidien du Parti communiste, L'Humanité, s'affiche comme journal officiel de la nouvelle majorité. L'une des premières décisions du gouvernement est d'octroyer la nationalité française aux écrivains Julio Cortázar et Milan Kundera.

## Les étapes du septennat
Avant une approche chronologique du premier mandat de Mitterrand, il est nécessaire d'en rappeler les principales étapes. Trois moments se distinguent tout au long du premier mandat de Mitterrand : tout d’abord, le premier ministre, Pierre Mauroy, souhaite établir le « socle du changement » en appliquant le Programme commun de la gauche. Mais face à la détérioration de la situation économique, le gouvernement opère rapidement le tournant de la rigueur en 1983. Finalement, la défaite de la majorité aux législatives de 1986 ouvre la voie de la première cohabitation.

### 1981-1983: Le socle du changement
Afin de bénéficier de la fenêtre politique permise par l'élection du président, l’essentiel du programme de gouvernement est accompli au cours de la première année : réformes économiques et sociales (nationalisations, création d’un impôt sur la fortune, augmentation du SMIC et des allocations, retraite à 60 ans, cinquième semaine de congés payés, semaine de 39 heures, lois Auroux sur le droit du travail), réformes concernant la justice (abolition de la peine de mort, abolition de la Cour de sûreté de l’État et des tribunaux militaires, dépénalisation de certaines pratiques homosexuelles), décentralisation, libéralisation de l’audiovisuel, régularisation des étrangers en situation irrégulière. Les difficultés économiques poussent le gouvernement à décréter plusieurs dévaluations du franc.

### 1983-1986: La rigueur
L’application du programme commun creuse les déficits et la détérioration de la situation économique oblige le gouvernement à faire un choix : poursuivre la politique économique engagée en 1981 (qui exige alors de nouvelles dévaluations) ou adopter un plan de rigueur afin que la France puisse se maintenir dans le Système Monétaire Européen, position défendue par le ministre des Finances, Jacques Delors. Mitterrand décide alors de prendre le tournant de la rigueur en mars 1983, ce qui provoque une grande déception parmi l’électorat de gauche et des divisions dans le gouvernement : Chevènement, alors ministre de la Recherche et de l'Industrie démissionne dès mars 1983 et les ministres communistes renoncent à être reconduits dans le gouvernement Fabius (1984). Les difficultés économiques et le tournant de la rigueur détournent les électeurs de la gauche, qui recule à toutes les élections intermédiaires : municipales de 1983, européennes de 1984, cantonales de 1985 et régionales et législatives de 1986.

### 1986-1988: La cohabitation
L’union de la droite (UDF et RPR) obtient une courte majorité à l’Assemblée nationale, après les élections législatives de mars 1986, bien que le Parti socialiste reste le premier parti dans le pays et malgré l’entrée du Front national au Parlement. Mitterrand se voit alors forcé de nommer un Premier ministre issu de la nouvelle majorité: il choisit Jacques Chirac, principal chef de file de la droite à l’époque.

## Gouvernements Mauroy (mai 1981-juillet 1984)

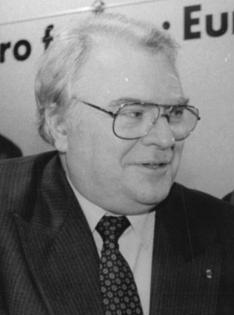
Pierre Mauroy.

### 1981
Politique intérieure
- Augmentation du SMIC de 10 %, des allocations familiales et logement de 25 %, de l'allocation handicapés de 20 %.
- Suppression de la Cour de sûreté de l'État et abolition de la peine de mort.
- Abrogation de la loi dite « anti-casseurs », qui établissait notamment le principe d'une responsabilité pénale collective.
- Autorisation des radios locales privées.
- Première fête de la musique.
- Lancement du TGV sur la ligne Paris-Lyon.
- Régularisation de la situation de tous les étrangers en situation irrégulière qui exercent un métier et peuvent le prouver.
- Création de l'impôt sur les grandes fortunes (supprimé en 1987, rétabli en 1988 sous le nom d'ISF, Impôt de solidarité sur la fortune).
- Le budget 1982 double les crédits du ministère de la Culture, augmente de 512 % ceux du ministère de la Recherche, de 112 % ceux du ministère du Travail et de 37 % ceux du ministère du Logement.
- Robert Badinter promet de doubler le rythme annuel de la construction de places en prison pour lutter contre la surpopulation carcérale (42 000 détenus, 28 000 places).
- Premier blocage des prix pendant six mois à partir d'octobre 1981.
- Emprunt d'État : dix milliards de francs à 16,2 % pour financer les réformes annoncées par le gouvernement.
- Première des quatre dévaluations du franc (les autres suivront en 1982, 1983 et 1986)
- À la mi-1981, la France compte 1,5 million de demandeurs d'emplois.

Politique internationale
- Discours dit « de Cancún »[3], 20 octobre 1981 : Les États-Unis sont critiqués pour leur embargo contre Cuba[4]
- Déclaration franco-mexicaine selon laquelle le Front de libération Farabundo Marti au Salvador est une force représentative.
- Boycott du Festival du cinéma américain de Deauville par le ministre de la culture Jack Lang.
- Le dialogue politique est rompu avec l'URSS en raison de la présence de troupes soviétiques en Afghanistan.
- 13 décembre : état de siège en Pologne décrété par le général Jaruzelski. Déclaration de Claude Cheysson : « Nous ne pouvons rien faire. Nous ne ferons rien ».

### 1982
Politique intérieure
- Loi de nationalisation du 13 février 1982 : Nationalisation de banques (les 36 premières banques de dépôt, ainsi que Paribas et Suez) et de grands groupes industriels (CGE, PUK, Rhône-Poulenc, Saint-Gobain, Thomson).
- Semaine de 39 heures (durée légale du travail).
- 5e semaine de congés payés.
- Ordonnances sur le cumul emploi-retraite, le travail à temps partiel, et l'insertion professionnelle des jeunes de 16 à 18 ans. De 1982 à 1985, cette dernière ordonnance concerne 600 000 personnes, dont 300 000 en BTS ou CAP et 250 000 embauchés.
- Retraite à 60 ans.
- Lois Auroux sur le droit du travail : extension des droits d'expression du personnel, des institutions représentatives (comité d'entreprise), négociation, renforcement de la prévention des risques du travail, extension des compétences des comités d'hygiène et de sécurité.
- Loi Quilliot sur les droits et les devoirs des bailleurs et locataires.
- Lois Defferre sur la décentralisation. Plusieurs autres textes législatifs précisent par la suite les compétences et l'organisation des collectivités territoriales.
- Création des zones d'éducation prioritaire (ZEP).
- Loi Lang sur le prix unique du livre.
- Adoption de grands projets culturels : festivals de danse de Marseille, de la sculpture à Montpellier, de la bande dessinée à Angoulême, de la photographie à Arles, ouvertures du Zénith à la Villette, de l'Opéra à la Bastille.
- Création de la Haute autorité pour la communication audiovisuelle, ancêtre de la CNCL et du CSA.
- Durcissement du contrôle des changes.
- Blocage des prix et des salaires à partir du mois de juin. La lutte contre l'inflation est privilégiée ; le gouvernement met ainsi fin à l'indexation des salaires sur les prix et laisse flotter le franc. Le Parti communiste, par la voix de Georges Marchais, condamne la mesure.
- Nouvel emprunt d'État de 10 milliards de francs.
- Taxe sur l'importation des magnétoscopes.
- Abrogation du délit d'homosexualité (instauré par le régime de Vichy) et des tribunaux permanents des forces armées (TPFA).
- Création de la cellule antiterroriste de l'Élysée, à la suite des attentats sanglants du premier semestre. De 1983 à 1986, cette cellule abusa du droit légalement conféré de pratiquer des écoutes téléphoniques : c'est le début de l'affaire dite des écoutes téléphoniques.
- Création du Centre mondial informatique et ressources humaines, dont la direction est confiée à Jean-Jacques Servan-Schreiber.

Politique étrangère et européenne
- Début février 1982 : signature avec l'URSS d'un contrat sur le gazoduc eurosibérien, malgré la rupture du dialogue politique.
- Première visite d'un chef d'État français en Israël. Discours de la Knesset dans lequel François Mitterrand déclare que « l'irréductible droit de vivre » appartient à Israël et appelle au respect des droits des Palestiniens de Gaza et de Cisjordanie. Il se prononce pour un dialogue entre les deux parties. (Voir Wikiquote.)
- Mars : vente d'armes au Nicaragua gouverné par les Sandinistes.
- Première visite d'un chef d'État français au Japon.
- Avril-juin 1982, Guerre des Malouines : François Mitterrand affiche immédiatement son soutien à la Grande-Bretagne contre l'Argentine.
- 8e sommet du G7 à Versailles où François Mitterrand tente en vain d'obtenir des grands pays industrialisés une relance concertée[5].
- Août 1982 : envoi de troupes françaises aux côtés des États-Unis et de l'Italie au Liban (avant l'assassinat de Béchir Gemayel, 14 septembre, et le massacre de Sabra et Chatila, 17-18 septembre) ; départ anticipé (13 septembre), sans avoir « assuré la sécurité physique des autres habitants de la région de Beyrouth » et « la restauration de la souveraineté du gouvernement », qui étaient les objectifs 2 et 3 de leur mission[6].
- Septembre 1982 : accueil à Paris de Maurice Bishop, chef d'État marxisant de la Grenade.
- Novembre 1982 : en URSS, mort de Léonid Brejnev, remplacé par Iouri Andropov. Seul Pierre Mauroy se rendra aux obsèques, sans être reçu par son successeur. Valéry Giscard d'Estaing juge à cet égard la politique étrangère de François Mitterrand « trop antisoviétique ». Jacques Chirac estime la politique à l'égard de l'URSS de refus de dialogue et d'ouverture économique dangereusement « incohérente ».

### 1983
Politique intérieure
- Troisième gouvernement de Pierre Mauroy. Première démission de Jean-Pierre Chevènement, alors ministre de l'Industrie, qui refuse le plan de rigueur proposé par le gouvernement. Entrée au ministère de l'Environnement (secrétariat d'État) d'Huguette Bouchardeau, secrétaire nationale du PSU, jusque-là en situation de « soutien critique ».
- Mars : 1er plan de rigueur, dit « plan Delors », visant à réduire l'inflation.
- La Sécurité sociale redevient excédentaire, jusqu'en 1986.
- Abrogation de la loi Peyrefitte, dite Sécurité et Liberté.
- Recul de la gauche aux élections municipales et du Parti communiste en particulier (perte de Levallois-Perret, Reims, Nîmes, Antony, Brest, Nantes, etc.).
- Loi Roudy sur l'égalité salariale entre hommes et femmes dans les entreprises.
- Loi Badinter sur l'indemnisation des victimes de crimes et délits.
- Origine de l'Affaire des écoutes de l'Élysée.

Politique étrangère et européenne

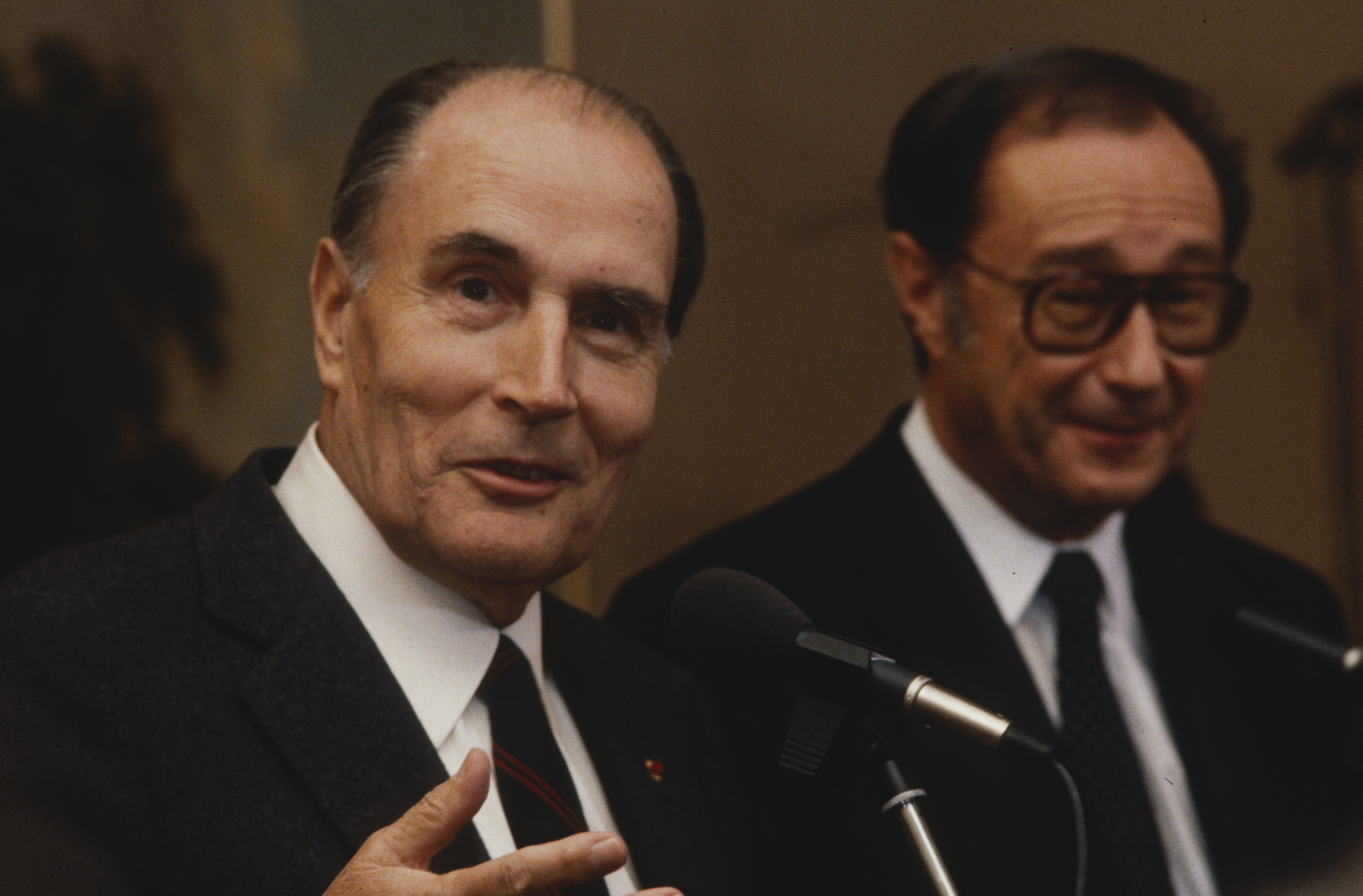
François Mitterrand et Pierre Aubert, président de la Confédération lors de la visite d'État en Suisse du président français en 1983.

- En janvier, création de l'Europe de la pêche.
- Crise des euromissiles : soutien de François Mitterrand à l'installation de missiles Pershing en Allemagne pour faire contrepoids aux missiles soviétiques. Discours au Bundestag sur l'équilibre des forces le 20 janvier 1983 : « Seul l'équilibre des forces peut conduire à de bonnes relations avec les pays de l'Est, nos voisins et partenaires historiques. Mais le maintien de cet équilibre implique à mes yeux que des régions entières de l'Europe ne soient pas dépourvues de parade face à des armes nucléaires dirigées contre elles. » En octobre, à Bruxelles, il déclare : « Je suis moi aussi contre les euromissiles, seulement je constate que les pacifistes sont à l'Ouest et les euromissiles à l'Est. »
- Avril 1983 : expulsion de 47 diplomates soviétiques, accusés d'espionnage. Passivité soviétique.
- Avril 1983 : visite d'État en Suisse[7].
- Août 1983 : Opération Manta renforçant l'intervention française au Tchad.
- Début septembre 1983 : annonce de la destruction d'un Boeing sud-coréen par la chasse soviétique volant au-dessus de l'espace aérien soviétique et comprenant 269 personnes. Violente condamnation par Claude Cheysson mais refus de s'associer aux sanctions décidées par les États-Unis et l'Europe.
- Octobre 1983 : visite en France du Président de la République algérienne, Chadli Bendjedid. La presse française annonce que « la page algérienne est tournée ».
- Claude Cheysson annonce l'arrêt de la coopération nucléaire avec l'Irak.
- 23 octobre 1983 : attentat du Drakkar à Beyrouth. Cinquante-huit soldats français et deux cent trente-neuf marines américains sont tués. François Mitterrand se rend sur place sans prévenir la presse[8].
- 25 octobre 1983 : intervention américaine à la Grenade. La France condamne.
- François Mitterrand consacre une émission télévisée à la politique étrangère dans laquelle il maintient ses positions sur la crise des euromissiles, et se refuse toujours à rencontrer Iouri Andropov comme le lui demandent des téléspectateurs.

### Janvier-juillet 1984
Politique intérieure
- Loi n°84-52, dite loi Savary, sur l'enseignement supérieur.
- Crise sidérurgique dans le nord : plan de modernisation. Fermeture ou reconversion des anciennes mines de charbon, accélération du processus initié depuis les années 1960.
- Le budget de la Culture représente quasiment 1 % du budget de l'État (engagement du candidat Mitterrand en 1981).
- Élections européennes : le Front national perce, avec presque 11 % des suffrages exprimés, le Parti communiste voit son score baisser de moitié par rapport à l'élection précédente de 1979, le Parti socialiste perd des sièges.
- Loi n°84-130, dite loi Rigout, sur la formation professionnelle.
- Abandon du projet de loi Savary sur l'enseignement à la suite des manifestations pour l'« enseignement libre » (les manifestations du 4 mars à Versailles et du 24 juin à Paris ont rassemblé respectivement 860 000 et 2 millions de personnes[9].

Politique étrangère et européenne
- Au 1er janvier, la France prend la présidence semestrielle de la CEE. Au sommet de Fontainebleau, les 25 et 26 juin clôturant cette présidence, une série de mesures décisives sont adoptées : règlement du contentieux avec le Royaume-Uni sur sa contribution au budget de la CEE, augmentation de ses ressources propres (la part de TVA passe de 1 à 1,4 %), première inflexion de la Politique agricole commune, création d'un comité d'experts chargé de réfléchir à une réforme des institutions européennes et qui aboutit, en 1985, à l'Acte unique.
- Février 1984 : en URSS mort de Iouri Andropov, remplacé par Constantin Tchernenko. À la différence de Margaret Thatcher, François Mitterrand ne se rend pas à ses obsèques.
- Mars 1984 :
  - Retrait des troupes françaises du Liban.
  - François Mitterrand se rend en visite officielle aux États-Unis. Cette visite fait suite à une invitation de Ronald Reagan datée du 17 juin 1982. Le contexte diplomatique est favorable. L'administration américaine a apprécié la fermeté du président français dans la Crise des euromissiles même si ce dernier a fait connaître son opposition à l'élargissement de l'alliance atlantique au sommet du G7 de Williamsburg[10].
- Début juin 1984 : Le premier ministre sud-africain, Pieter Botha, se rend en France. Seul le Secrétaire d'état aux anciens combattants le rencontrera. Jacques Chirac condamne cet accueil glacial considérant que "L'Afrique du Sud méritait plus de nuance dans le blâme".
- Juillet 1984 : François Mitterrand se rend en URSS. Dans un discours à Moscou en présence de Tchernenko, il mentionne le cas d'Andreï Sakharov exilé à Gorki depuis janvier 1980.

## Gouvernements Fabius (juillet 1984 - mars 1986)

Laurent Fabius

### Juillet-décembre 1984
Politique intérieure
- Nouveau gouvernement de Laurent Fabius ; fin de la participation des communistes au gouvernement.
- Loi contre la concentration dans la presse, partiellement invalidée par le Conseil constitutionnel et finalement abrogée en 1986.
- Libéralisation de l'audiovisuel, création des premières chaînes de télévision privées (dont Canal+ et La Cinq).
- Nouveau statut pour la Polynésie.
- Novembre 1984 : début d'affrontements en Nouvelle-Calédonie. Choix d'une politique de négociation avec le FLNKS qui appelle au boycott de toutes les élections .

Politique étrangère et européenne
- Septembre 1984[11]: Accord franco-libyen sur « l'évacuation totale et concomitante du Tchad » qui ne sera pas respecté par la Libye[12].
- 22 septembre 1984 : Commémoration de la bataille de Verdun, où a lieu la célèbre poignée de main entre le président Mitterrand et le chancelier Helmut Kohl.
- Début novembre 1984 : À l'occasion du vingtième anniversaire du soulèvement du FNL, Claude Cheysson se rend en Algérie.
- 15 novembre 1984 : Rencontre entre François Mitterrand et Mouammar Kadhafi en Crète[12].
- Décembre 1984 : Roland Dumas remplace Claude Cheysson au ministère des affaires étrangères.

### 1985
Politique intérieure
- Inauguration de La Géode au parc de la Villette à Paris.
- Loi Montagne : protection du cadre naturel, représentation des montagnards.
- Instauration du scrutin proportionnel aux élections législatives prévues l'année suivante. C'est une promesse du candidat Mitterrand et en même temps un moyen de limiter les pertes du PS. Michel Rocard démissionne du gouvernement en avril pour protester contre l'instauration de la proportionnelle qui permettrait l'élection de députés issus du Front national.
- Loi limitant le cumul des mandats.
- Réforme du Code pénal.
- Le cap des 2,5 millions de chômeurs est franchi.
- Tenue d'élections régionales en Nouvelle-Calédonie auxquelles le FLNKS participe

Politique étrangère et européenne
- Jacques Delors devient président de la Commission européenne (il le reste jusqu'en 1995).
- Lancement d'Eurêka, l'Europe de la technologie.
- Accords monétaires de l'hôtel Plaza (New York) : début d'une véritable concertation monétaire entre les pays occidentaux.
- Mars 1985. En URSS décès de Konstantin Tchernenko. François Mitterrand se rend à ses obsèques et fait la connaissance de son jeune successeur Mikhail Gorbatchev.
- « Doctrine Mitterrand » les activistes et terroristes gauchistes italiens non poursuivis pour crimes de sang et qui ont explicitement renoncé à la violence ne seront pas extradés par la France. Néanmoins, certains comme Cesare Battisti, condamné à la prison à perpétuité en Italie pour plusieurs meurtres, parviendront à bénéficier de cette doctrine[13],[14].
- Affaire du Rainbow Warrior : le navire de Greenpeace est coulé par des agents de la DGSE; un photographe est tué. Charles Hernu, le ministre de la Défense doit démissionner. La presse nationale comme étrangère juge improbable que le président ait ignoré la préparation de l'opération.
- Ratification de la Convention européenne des droits de l'homme, qui interdit notamment le rétablissement de la peine de mort.
- Octobre 1985 : Accueil à Paris de Mikhail Gorbatchev en réponse au voyage de François Mitterrand à Moscou en 1984. Les deux hommes tiennent une conférence de presse commune.
- Début de prises d'otages français au Liban par le Hezbollah pro-iranien (Marcel Carton, Michel Seurat, Jean-Paul Kauffmann, Georges Hansen, Marcel Fontaine...)
- Décembre 1985 : François Mitterrand reçoit officieusement à Paris le général Jaruzelski de retour d'une tournée au Maghreb. A l'Assemblée Nationale, Laurent Fabius se dit "troublé".

### Janvier-mars 1986
Politique intérieure
- Inauguration de la Cité des sciences et de l'industrie à Paris.
- Loi littoral : fortes restrictions à la construction.

Politique étrangère et européenne
- Début février 1986 nouvelle expulsion de diplomates soviétiques au nombre de quatre ; réaction immédiate de Moscou qui expulse quatre diplomates français.
- Début de l' « Opération Épervier », au Tchad contre le GUNT pro-libyen.
- Signature de l'Acte unique.

## Gouvernement Chirac (mars 1986 - mai 1988); la cohabitation

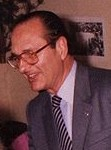
Jacques Chirac

L'union de la droite RPR-UDF remporte les élections législatives. Jacques Chirac forme un nouveau gouvernement. C'est la première cohabitation de la 5e république. Le Front national obtient 35 députés. Le gouvernement Chirac légifèrera systématiquement par l'article 49/alinéa 3 de la Constitution le dispensant d'un vote du parlement.

### Mars-décembre 1986
Politique intérieure
- Élections régionales remportées par l'alliance RPR-UDF qui prend la présidence de 20 des 22 régions métropolitaines, accompagnée dans plusieurs cas d'alliances avec le Front National.
- Dévaluation du franc de 3% afin d'aider les entreprises à exporter.
- Promulgation de la loi supprimant l'autorisation administrative de licenciement.
- Inauguration du musée d'Orsay (dont les travaux furent décidés sous le septennat de Valéry Giscard d'Estaing).
- Privatisations et constitution des « noyaux durs ». François Mitterrand refuse de signer les ordonnances sur la privatisation. Le gouvernement doit passer par la voie parlementaire pour reprivatiser (Saint-Gobain, TF1, Havas, Matra, CGE, Société générale, Paribas et Suez). Constitution de noyaux durs provisoires dont certains membres sont accusés par l'opposition d'être trop proches du RPR.
- Ordonnances du 1er décembre 1986 relatives à la liberté des prix et de la concurrence.
- Vague d'attentats terroristes à l'automne 1986 (attentat notamment rue de Rennes) commis par le réseau Fouad Ali Salah.
- Manifestations étudiantes contre le « projet de loi Devaquet » de réforme de l'Université. François Mitterrand soutient publiquement les étudiants.

Politique internationale et européenne
- Lancement du percement du Tunnel sous la Manche.
- 1er sommet de la francophonie.
- Avril 1986 à l'occasion du bombardement américain de Tripoli, Paris refuse d'ouvrir son espace aérien aux États-Unis
- Novembre 1986 : Déplacement de Jacques Chirac aux États-Unis.

### 1987
Politique intérieure
- Inauguration de l'Institut du monde arabe.
- Arrestation des terroristes d'Action directe puis arrestations des membres du réseau Fouad Ali Saleh (organisateur présumé de quinze attentats qui ont fait 13 morts et 303 blessés à Paris de décembre 1985 à septembre 1986).
- Privatisation de TF1 et création de M6
- The Walt Disney Company choisit le site de Marne-la-Vallée en France contre l'Espagne pour implanter son futur parc de loisirs Eurodisney.
- Scandale Chaumet éclaboussant le ministre RPR de la Justice Albin Chalandon.
- Renvoi devant la Haute Cour de justice de la république de l'ancien ministre socialiste de la Coopération Christian Nucci.
- Rétablissement du scrutin majoritaire à deux tours par l'article 49 alinéa 3 malgré une promesse l'année précédente d'un débat sur le sujet. Valéry Giscard d'Estaing se dit troublé par cette utilisation répétée de l'article 49/3
- Scandale du vrai-faux passeport d'Yves Chalier qui éclabousse le ministre de l'Intérieur Charles Pasqua.
- Septembre 1987 : référendum en Nouvelle-Calédonie sur le maintien au sein de la République, boycotté par le FLNKS (98,3 % contre l'indépendance, 40 % d'abstention).
- Célébrations du Millénaire capétien dans la basilique de Saint Denis par François Mitterrand, en présence d'Henri d'Orléans (dit le « comte de Paris »), prétendant orléaniste au trône de France. Émission d'une pièce de 10 francs à l'effigie d'Hugues Capet.
- La balance du commerce extérieure redevient excédentaire.
- Le chômage atteint 9,1 % de la population, un plus haut historique.

Politique internationale et européenne
- Mai 1987
  - nouvelle expulsion de six diplomates soviétiques, suivie d'une nouvelle riposte de Moscou.
  - Déplacement de Jacques Chirac en URSS
- Rupture (provisoire) des relations diplomatiques avec l'Iran en juillet après que l'ambassade iranienne en France eut refusé de remettre aux autorités françaises Wahid Gordji, un interprète de l'ambassade d'Iran, non bénéficiaire de l'immunité diplomatique, et suspecté d'être impliqué dans la vague d'attentats terroristes (Gordjii sera finalement entendu par le juge puis expulsé vers l'Iran).

### Janvier-mai 1988
Politique intérieure
- Inauguration de la pyramide du Louvre.
- Loi sur le financement des campagnes électorales présidentielles et législatives.
- 22 mars : François Mitterrand annonce sa candidature à l'élection présidentielle. Son programme est contenu dans une « lettre à tous les Français. »
- 22 avril : En Nouvelle-Calédonie, un commando canaque attaque la gendarmerie de Fayawé (île d'Ouvéa), tue quatre gendarmes et prend en otage les autres. Le 5 mai, trois jours avant le second tour de l’élection présidentielle, l'armée donne l'assaut à la grotte d'Ouvéa : 21 morts (deux militaires et dix-neuf indépendantistes calédoniens).
- Baisse du chômage à 8,8 % de la population.

Politique internationale et européenne
- Libération des derniers otages français du Liban.